# Knud Bro
Knud Christoffersen Bro (ur. 13 lutego 1937 we Fredericii, zm. 6 czerwca 1997) – duński polityk i nauczyciel, poseł do Folketingetu, poseł do Parlamentu Europejskiego.

## Życiorys
Syn Thyge Bro i Kai Rossing-Nielsen. W 1966 ukończył studia politologiczne na Uniwersytecie Kopenhaskim. Pomiędzy 1958 a 1965 pracował jako nauczyciel w szkole wojskowej i policyjnej oraz sekretarz w izbie rzemiosła i małej przedsiębiorczości. Działał w Konservativ Ungdom, młodzieżówce Konserwatywnej Partii Ludowej jako członek biura prasowego, a w latach 1960–1963 przewodniczący. W latach 1964–1973 był posłem do Folketingetu, był przedstawicielem partii w radzie administracyjnej i od 1970 sekretarzem w ministerstwie finansów. W 1966 i 1967 oddelegowany do Zgromadzenia Ogólnego Organizacji Narodów Zjednoczonych, a od stycznia do grudnia 1973 do Parlamentu Europejskiego. Zasiadał we frakcji chrześcijańsko-demokratycznej. W 1976 zrezygnował z członkostwa w ugrupowaniu.
W 1969 poślubił posłankę Lene Møller, z którą później rozwiódł się. W 1972 poślubił Anne Abigael baronessę Iuel-Brockdorff.